# ポール・オニール (作家)
ポール・オニール（Paul O'Neill, 1928年 - 2013年8月12日）は、カナダの歴史学者、作家。ニューファンドランド島の歴史に関する多くの書籍を出版した。

## 生涯
ニューファンドランド・ラブラドール州セントジョンズで生まれた。オニールの両親のジョゼフィンとジェイムズは、ともにニューファンドランド島では有名な商人であった。オニールはセントジョンズにある聖ボナヴェントゥラ大学で学んだ後、1948年にアメリカ合衆国ニューヨーク州の国立劇場芸術アカデミーを卒業した。
1949年、オニールはアメリカ合衆国とイギリスで俳優として活動を開始したが、活躍の場はほとんどなく、1952年に俳優業から足を洗った。1954年、オニールはカナダ放送協会でプロデューサーとなり、様々なテレビ・ラジオ番組の製作に関与した。オニールはリーチ・フォー・ザ・トップなどの番組を企画し、1986年にカナダ放送協会を退社した。
カナダ放送協会退社後、オニールは多くの戯曲、論説、散文、小説を発表した。またオニールはニューファンドランド作家組合代表、ニューファンドランド・ラブラドール芸術協議会議長、セント・ジョーンズ民芸協会代表を務め、1988年にはニューファンドランド記念大学から名誉法学博士号を贈呈された。1990年にはカナダ勲章を受勲した。

## 著作物
- Spindrift and morning light an anthology of poems. (1968)
- Everyman's complete St. John's guide. 1974
- Legends of a lost tribe folk tales of the Beothuck Indians of Newfoundland 1976
- A seaport legacy the story of St. John's, Newfoundland 1976
- Lord Baltimore and the Avalon plantation 1977
- Jezebels and the just women in Newfoundland 1500-1800 1980
- Breakers stories from Newfoundland and Labrador 1982
- The seat imperial Bay Bulls past and present 1983
- A sound of seagulls: the poetry of Paul O'Neill. 1984
- Upon this rock the story of the Roman Catholic Church in Newfoundland and Labrador 1984
- The Oldest City The Story of St. John’s, Newfoundland 2003 ISBN 0973027126
- No Need To Wear Rubbers Travel Diary of James O'Neil 2005  ISBN 0973850116